# たまごっちのなりきりチャンネル
たまごっちのなりきりチャンネルは、2009年11月5日にバンダイナムコゲームス社より発売されたニンテンドーDS用のソフト。

## ゲーム概要
たまごっちのゲームとしては初めてアニメ版「たまごっち!」をベースにしている。まめっちかラブリっち（ラブリン）をプレイヤーに選択し、さまざまな番組で役を演じる。同じ番組でもキャラによって役が異なる。
このゲームにおけるラブリっちは、芸能活動時において「ラブリン」ではなく「ラブリっち」を名乗り、TV出演時の装いもアニメのものとは異なる。
ただ、まめっちのオタクのなりきり衣装にラブリンのぬいぐるみが登場している。